# マリ・ルプラウ
マリ・ルプラウ（Henriette Marie Antonette Luplau、1848年9月7日 - 1925年8月16日）は、デンマークの画家である。エミリー・ムントとともに、コペンハーゲンに女性のための美術学校を開いたことなどで知られている。

## 略歴
デンマークのシェラン島のヒレレズ(Hillerød)で司祭の娘に生まれた。母親は女性の権利のための活動家であった。コペンハーゲンに出て、女性のための美術学校を運営していたヴィルヘルム・キューンの元で学び、エミリー・ムント(1842-1922)と知りあった。ミュンヘンに出て修行を続け、その後パリに移り、アカデミー・コラロッシで学んだ。
1875年にデンマーク女性協会(Dansk Kvindesamfund)の支援を受けてルプラウと5人の女性画家は、デンマーク王立美術院に入学願書を提出したが、美術院は女性の入学を認めなかった。
1886年にムントとルプラウは自宅に女性のための絵画教室を開き、1888年に王立美術院が女性の入学を認めた後、女性画家が入学試験に合格するように訓練し、この学校は191年まで続けられた。ルプラウらの訓練を受けた女子学生には Emilie Demant Hatt(1873–1958)やAstrid Valborg Holm (1876–1937)、Olivia Holm-Møller (1875–1970)らがいた。
著作家としても活動し、1894年に「女性のためのサイクリング("Om Cykling for Damer")」というエッセイを出版し、女性の健康やサイクリング、女性の衣服の改良などについて論じた。
1917年に母親や他のデンマークの初期のフェミニストたちの姿を描いた絵画作品は、デンマーク国会議事堂に長年飾られた。 2007年にオーフスにあるデンマーク女性博物館（KØN - Gender Museum Denmark）でルプラウとムントの作品展が開催された。
私生活でもルプラウとムントはフレゼレクスベア(Frederiksberg)の同じ家に住むようになり、1891年に1歳のCarla Mundt-Luplauを共同の養女として育てた。1922年にエミリー・ムントが亡くなった3年後、1925年に76歳でフレゼレクスベアで亡くなった。

## 作品

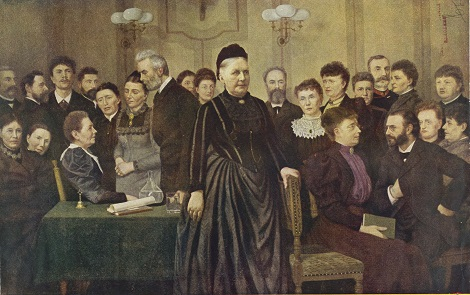
女性参政権運動の最初の日（1897)
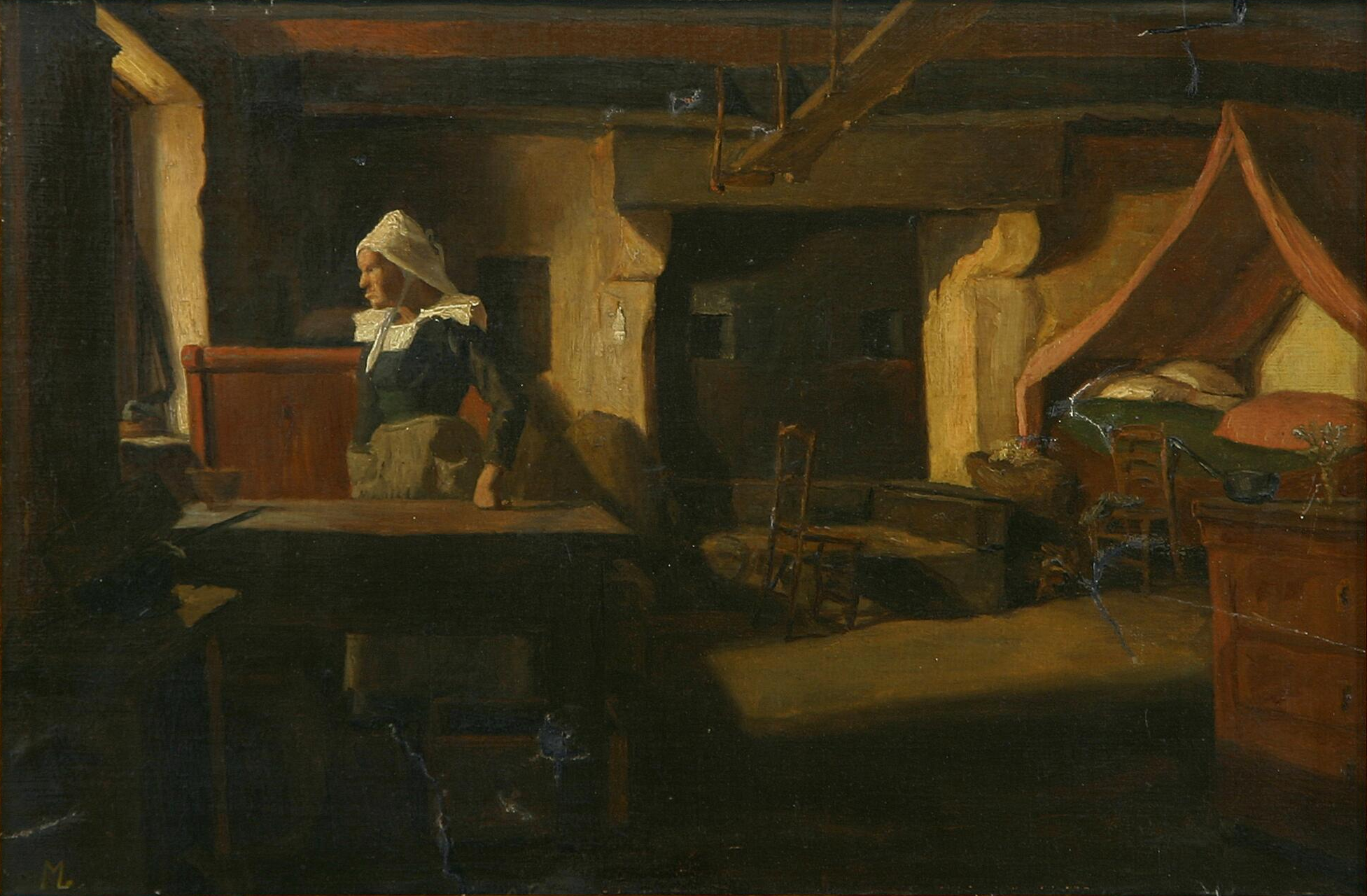
ブルターニュの農家の室内
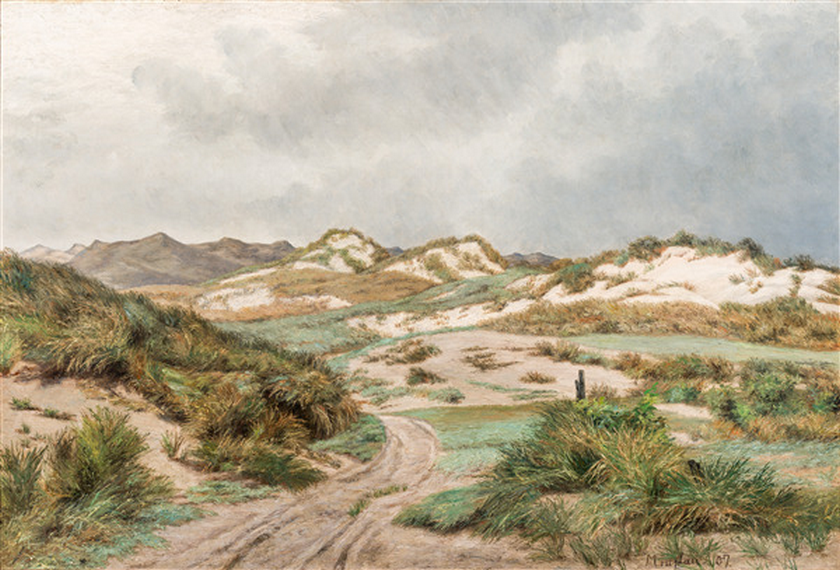
デンマークの砂丘(1907)

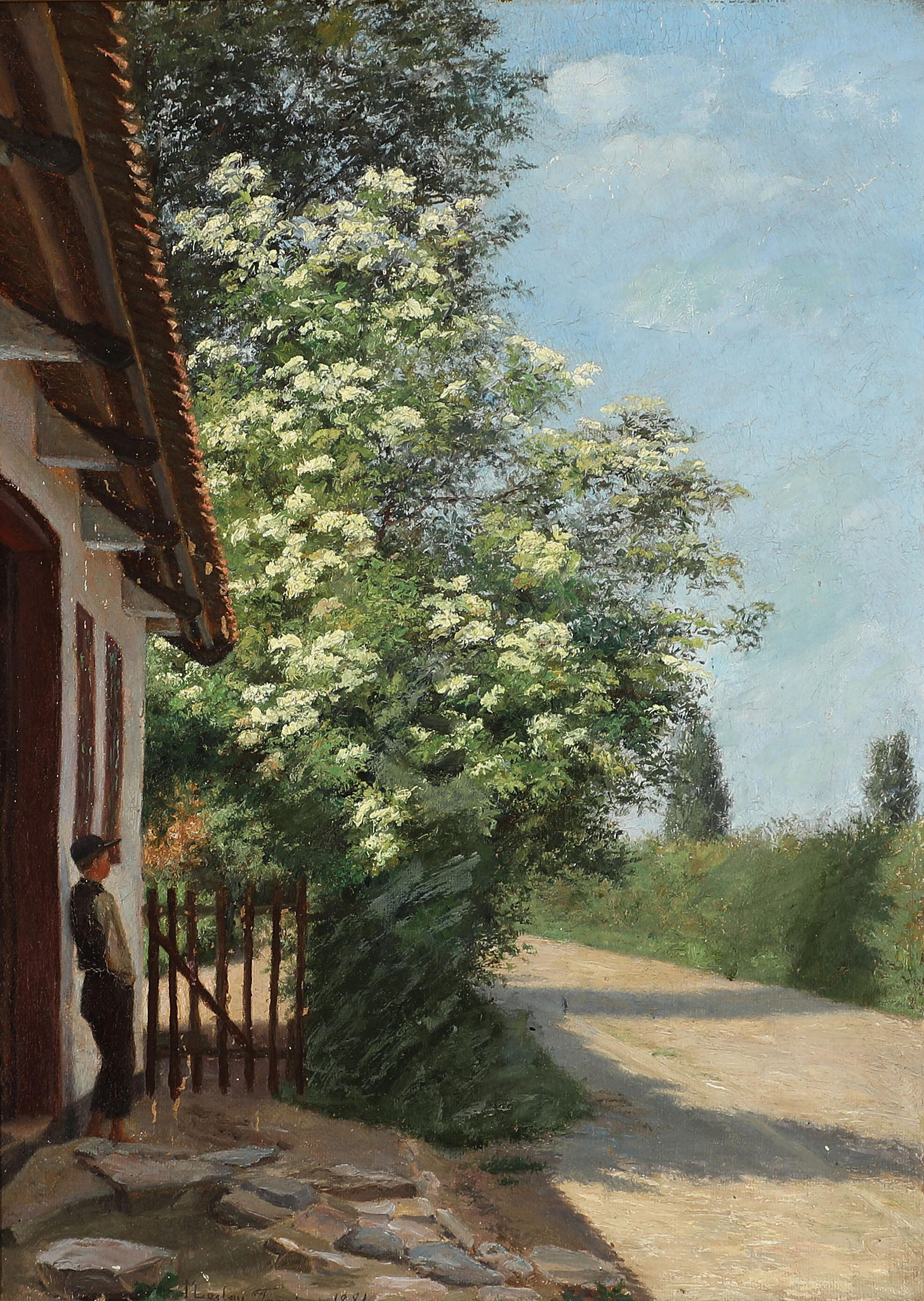
農家の木陰で休む少年(1886)
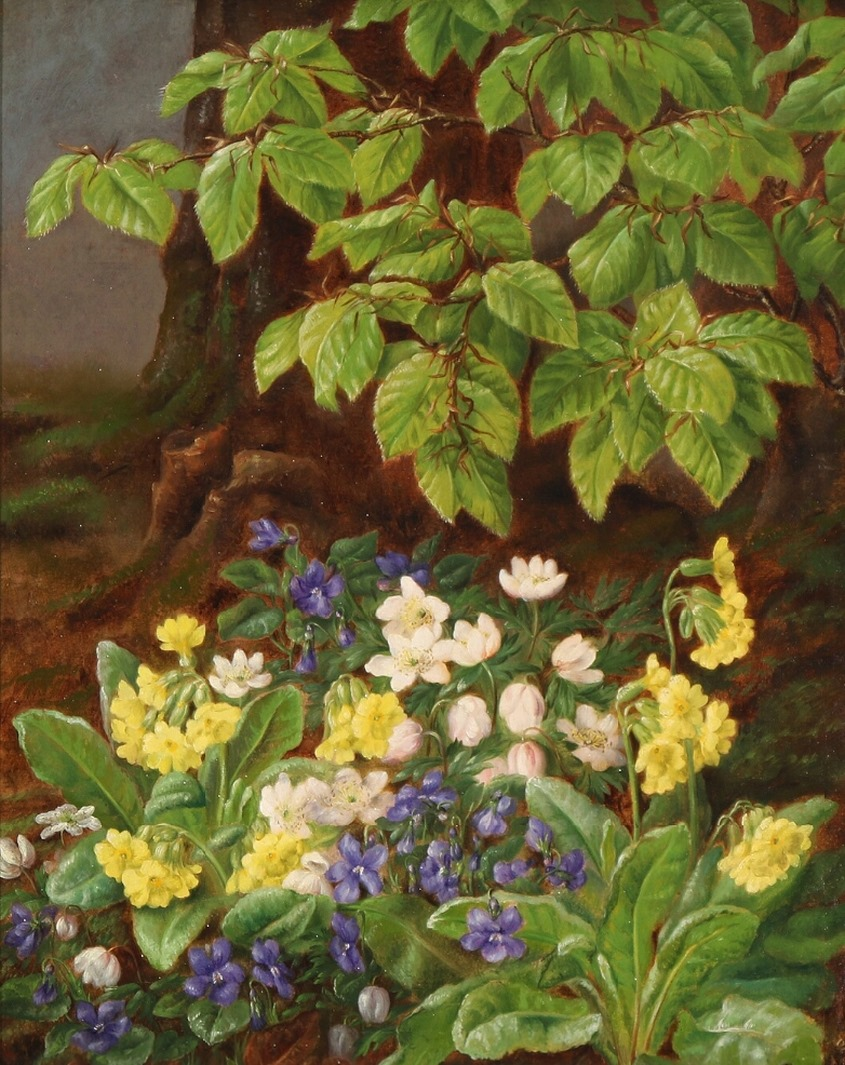
ブナの根元のアネモネ(1888)
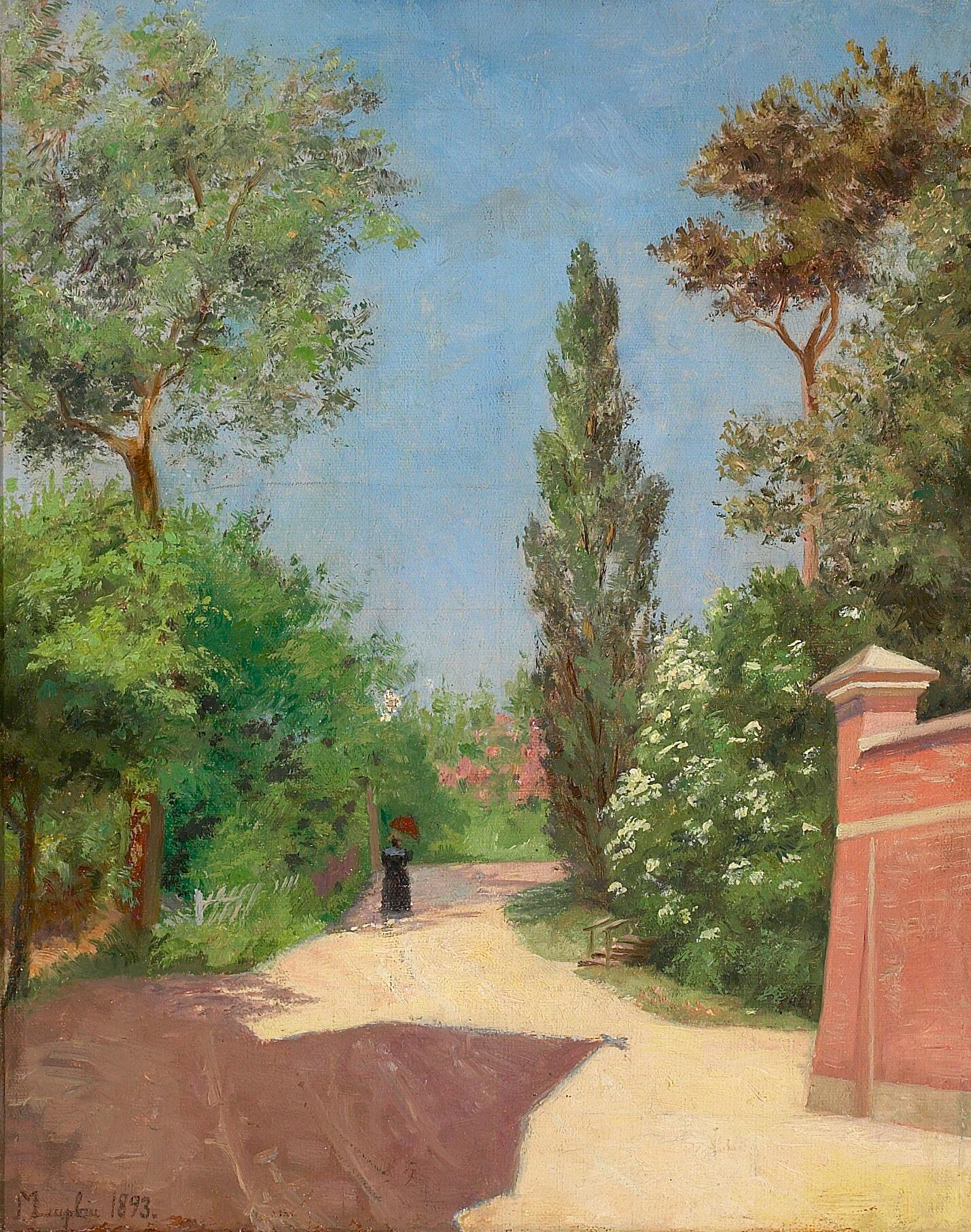
女性のいる道の風景
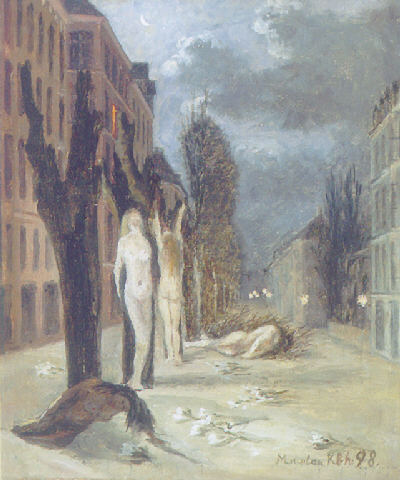
象徴主義の通りの情景(1896)